# Umm al-Amad (Hama)
Umm al-Amad – wieś w Syrii, w muhafazie Hama. W 2004 roku liczyła 202 mieszkańców.